# Berchemia polyphylla
Berchemia polyphylla là một loài thực vật có hoa trong họ Táo. Loài này được Wall. ex M.A.Lawsen mô tả khoa học đầu tiên năm 1875.